# Budišov nad Budišovkou
Budišov nad Budišovkou (en allemand : Bautsch) est une ville du district d'Opava, dans la région de Moravie-Silésie, en République tchèque. Sa population s'élevait à 2 912 habitants en 2021.

## Géographie
Budišov nad Budišovkou est arrosée par la Budišovka, un affluent de l'Oder, et se trouve à 14 km à l'est de Moravský Beroun, à 25 km au sud-ouest d'Opava, à 46 km à l'ouest d'Ostrava et à 231 km à l'est-sud-est de Prague.
La commune est limitée par Bílčice et Jakartovice au nord, par Kružberk et Svatoňovice à l'est, par Město Libavá et la zone militaire de Libavá au sud, et par Norberčany et Dvorce à l'ouest. Le quartier de Nové Oldřůvky est une étroite bande de terre le long de la Budišovka, séparée du reste de la commune par Čermná ve Slezsku au nord et limitée par Vítkov à l'est et la zone militaire de Libavá à l'ouest.

## Histoire
La première mention écrite de la localité date de 1239.

## Transports
Par la route, Budišov nad Budišovkou se trouve à 10 km de Vítkov, à 31 km d'Opava, à 68 km d'Ostrava et à 294 km de Prague.